# Khartron
El JSC "Khartron" (Hartron) (en ucraïnès: Хартрон, anteriorment NPO "Electropribor", rus: НПО "Электроприбор", que significa Associació de Producció Científica "d'Aparells elèctric") és una de les oficines líders en disseny d'enginyeria del CEI (i l'única d'Ucraïna), que desenvolupa i produeix vehicles espacials i els sistemes de control de míssils.

## Productes
Han dissenyat sistemes de control per:
Coets:
- Energia
- Tsiklon
- Tsiklon-4
- Strela
- SS-7 'Saddler'
- SS-8 'Sasin'
- SS-9 'Scarp'
- SS-15 'Scrooge'
- SS-18 'Satan'/Dnepr
- SS-18 'Satan'/Dnepr
- SS-19 'Stiletto'

Mòduls orbitals:
- Kvant-1
- Kvant-2
- Kristall
- Priroda
- Spektr

Satèl·lits:
- més de 150 satèl·lits de la sèrie Kosmos